# Léon Blum
Léon Blum (Parigi, 9 aprile 1872 – Jouy-en-Josas, 30 marzo 1950) è stato un politico francese.
Socialista, fu uno dei dirigenti della Sezione Francese dell'Internazionale Operaia (SFIO) e presidente del Consiglio dal 4 giugno 1936 al 29 giugno 1937 e dal 13 marzo al 10 aprile 1938, nonché Capo del Governo provvisorio della Repubblica francese dal 16 dicembre 1946 al 22 gennaio 1947.
Ha segnato la storia della politica francese per aver rifiutato l'adesione dei socialisti alla Terza Internazionale comunista nel 1920 e per essere stato il presidente del Consiglio del Fronte popolare nel 1936.

## L'intellettuale borghese
Léon Blum nacque il 9 aprile 1872 a Parigi. Allievo del Lycée Henri-IV, lì fece l'incontro con lo scrittore André Gide e pubblicò le sue prime poesie, all'età di 17 anni, in un giornale creato con Gide. Nel 1890 entrò all'École normale supérieure, ma si disinteressò delle lezioni e ne venne espulso alla fine del primo anno, non essendo riuscito a superare l'esame. Indeciso tra giurisprudenza e letteratura, si iscrisse a entrambi i corsi di laurea, alla Sorbona, avendo in mente una carriera nel settore pubblico. Si laureò in lettere nel 1891 e in giurisprudenza nel 1894.
Léon Blum fu ammesso, alla sua seconda domanda, al Consiglio di Stato all'età di 25 anni, dove divenne praticante nel dicembre 1895. Vi compì una brillante carriera durata quasi 25 anni, interrotta soltanto dalle funzioni di capo di gabinetto di Marcel Sembat, ministro socialista dei Lavori Pubblici nel 1916 nel governo Viviani.

### Rapporti con la religione
Rispettava la religione ebraica della sua famiglia, si sentiva ebreo e francese perché pensava che uno non escludesse l'altro e, in seguito, si impegnò in molti movimenti sionisti dopo la guerra. Per gran parte della popolazione ebrea, Blum era un uomo politico come gli altri; tuttavia, una minoranza di ebrei vedeva piuttosto di cattivo occhio la sua ascesa al potere, temendo il possibile innesco di reazioni antisemite.
Blum fu presto vittima dell'antisemitismo. Lo aveva già incontrato come critico letterario, ma ne fu investito più duramente dopo la sua elezione alla Camera, quando i suoi discorsi in Parlamento iniziarono ad ottenere immensi successi. Fu così l'obiettivo di numerosi attacchi da parte di giornali di estrema destra. Per esempio, Léon Daudet si scatenò contro questo « ibrido etnico ed ermafrodita » in L'Action française del 2 settembre 1933.

### Blum, critico letterario
All'inizio del secolo fu critico letterario e teatrale. I suoi articoli sulla Revue Blanche, alla quale collaborò a partire dal 1892, gli valsero una reputazione nell'ambiente letterario parigino. Secondo il regista e professore Jean-Laurent Cochet, Blum fu « il critico più intelligente della sua epoca ».

### Ingresso in politica
Léon Blum si dedicò concretamente all'azione politica durante lo scoppio dell'affare Dreyfus dal 1894 al 1906; è grazie all'incontro con Jean Jaurès nel 1897 che iniziò la sua militanza nella Sezione Francese dell'Internazionale Operaia (SFIO). In compagnia di Jaurès partecipò alla fondazione de L'Humanité nel 1904. Sempre durante l'affare Dreyfus, Blum ruppe con Maurice Barrès, che aveva sempre considerato fino ad allora come il suo maestro in letteratura.
Alla morte di Jaurès, ucciso da un fanatico nell'agosto 1914, Blum ne raccolse l'importante eredità ideologica, ma fu soprattutto lo scoppio della prima guerra mondiale che lo spinse a entrare in politica. È proprio nell'agosto 1914 che divenne capo di gabinetto di Marcel Sembat, dopo essere stato riformato dall'esercito per la miopia. Lasciò gli uffici di Sembat insieme a questi, nel 1917, e tornò a lavorare al Consiglio di Stato.

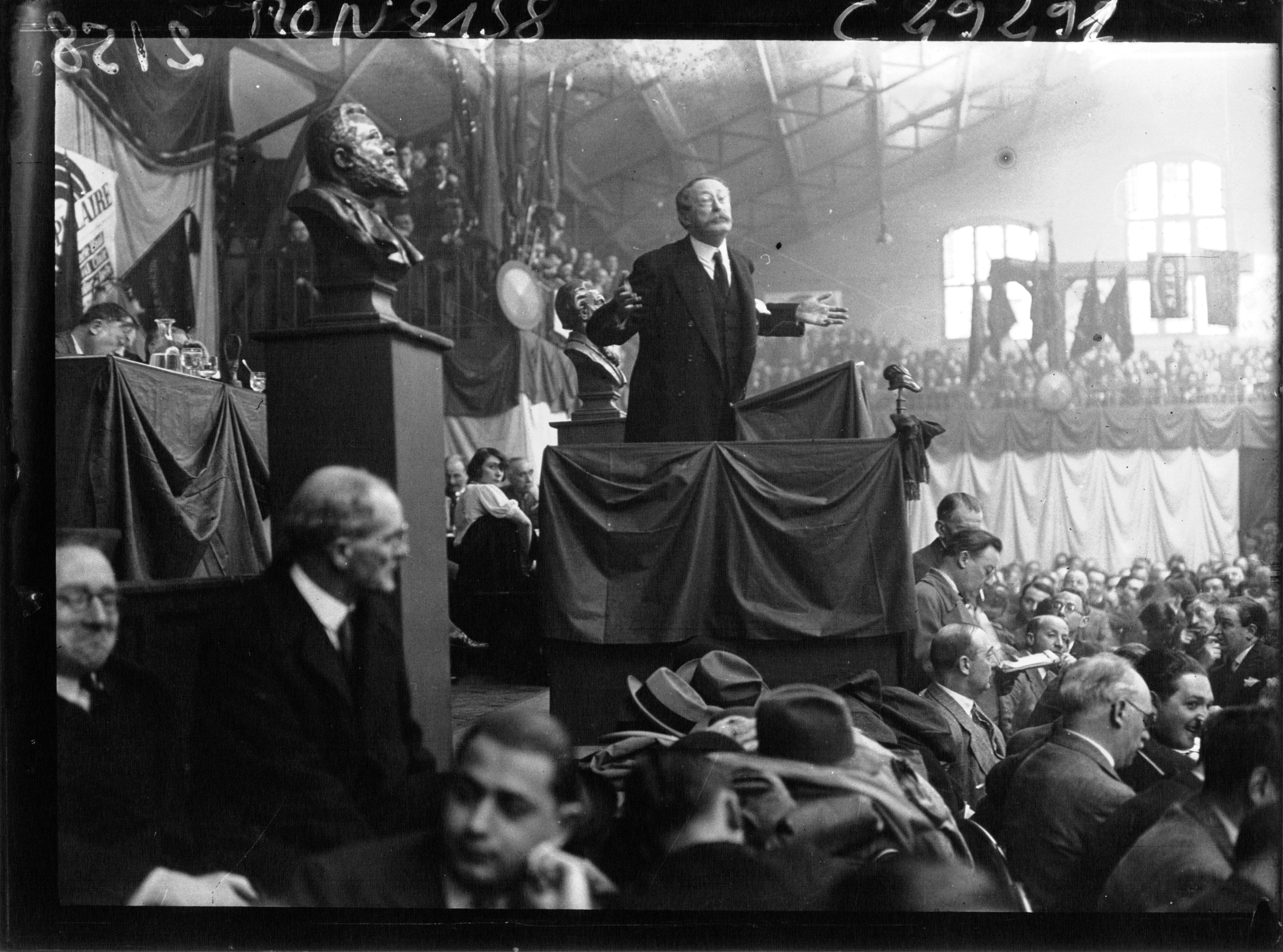
Discorso di Léon Blum al Congresso della Sezione Francese dell' Internazionale Operaia nel 1932.

Blum fu costantemente a sostegno dello sforzo nella guerra e della politica dell'Union sacrée. Anche se il partito socialista francese era diviso sulla questione della guerra, Blum era convinto che si trattasse della scelta giusta. Tuttavia, benché opposto ai pacifisti, non si identificava comunque con l'ala destra del partito.

## Il dirigente socialista

### Le elezioni legislative del 1919
Léon Blum arrivò in posizioni di rilievo nel partito solamente alla vigilia delle elezioni legislative del 1919. Nel congresso dell'aprile 1919, Blum tentò di continuare nel solco di Jaurès e di infondere nei socialisti un approccio progressivo alla rivoluzione negli aspetti sociali, economici e politici. Grazie a lui il partito conservò un'apparenza di unità in quelle elezioni, che furono comunque vinte dalla destra. Blum fu eletto per la prima volta deputato della Senna; diede quindi le dimissioni dal Consiglio di Stato. Fu in seguito eletto segretario del partito e poi presidente del gruppo parlamentare socialista.

### La scissione del Congresso di Tours
Durante il congresso di Tours, Blum rifiutò di seguire la maggioranza favorevole all'adesione alla Terza Internazionale. Straordinariamente lucido a proposito della rivoluzione russa e del suo carattere antidemocratico, tenne un discorso premonitore sul futuro dell'URSS, ma non poté impedire l'inevitabile scissione.

### Prima del Fronte popolare
Dopo la scissione, Blum non escluse accordi pre-elettorali con i radicali, visto anche che la SFIO sostenne nel 1924 il governo radicale di Édouard Herriot senza parteciparvi. La SFIO ebbe alterne fortune elettorali durante gli anni Venti, ma non soffrì troppo della divisione con il partito comunista.
All'inizio degli anni Trenta, la Francia entrò in una crisi economica. In questo periodo, dopo la sconfitta elettorale della destra parlamentare nel 1932, l'estrema destra prese nuovo slancio. Essa era costituita da diverse organizzazioni, formatesi all'inizio degli anni venti, che avevano numerosi punti in comune, come il rifiuto del sistema parlamentare.
Tra i socialisti, a livello internazionale, si delineavano due grandi tendenze di lotta contro il fascismo. Da una parte una frangia più a destra, incarnata dagli inglesi, gli scandinavi, i cechi e i polacchi, che voleva adattare il socialismo alla classe media; e dall'altra parte una tendenza di sinistra, costituita dagli italiani, gli svizzeri, i francesi e i belgi, che proponeva « una tattica rivoluzionaria di lotta proletaria per la conquista del potere […] ». Blum prevedeva anche di insistere sugli interessi comuni tra le classi medie e le classi operaie.
All'inizio del giugno 1934 presero vita dei contatti tra la SFIO e il Partito Comunista - SFIC (PC-SFIC), le trattative avanzarono rapidamente grazie a mutue concessioni (il PCF era anche sospinto in certi casi dalla Comintern). Per la prima volta dopo la scissione di Tours veniva stabilito un accordo politico, siglato il 27 luglio. Esso non aveva finalità elettorali dirette, ma era orientato verso l'azione politica. Durante le elezioni cantonali dell'ottobre 1934, le reciproche desistenze adottate per la prima volta fecero progredire i due partiti, mentre i radicali persero voti.
Nel 1935, all'atto della firma dell'alleanza franco-sovietica, si intensificarono di nuovo le tensioni tra i favorevoli a una guerra antifascista e quelli che attribuivano la massima importanza alla pace.

## L'uomo di Stato

### Il Fronte popolare

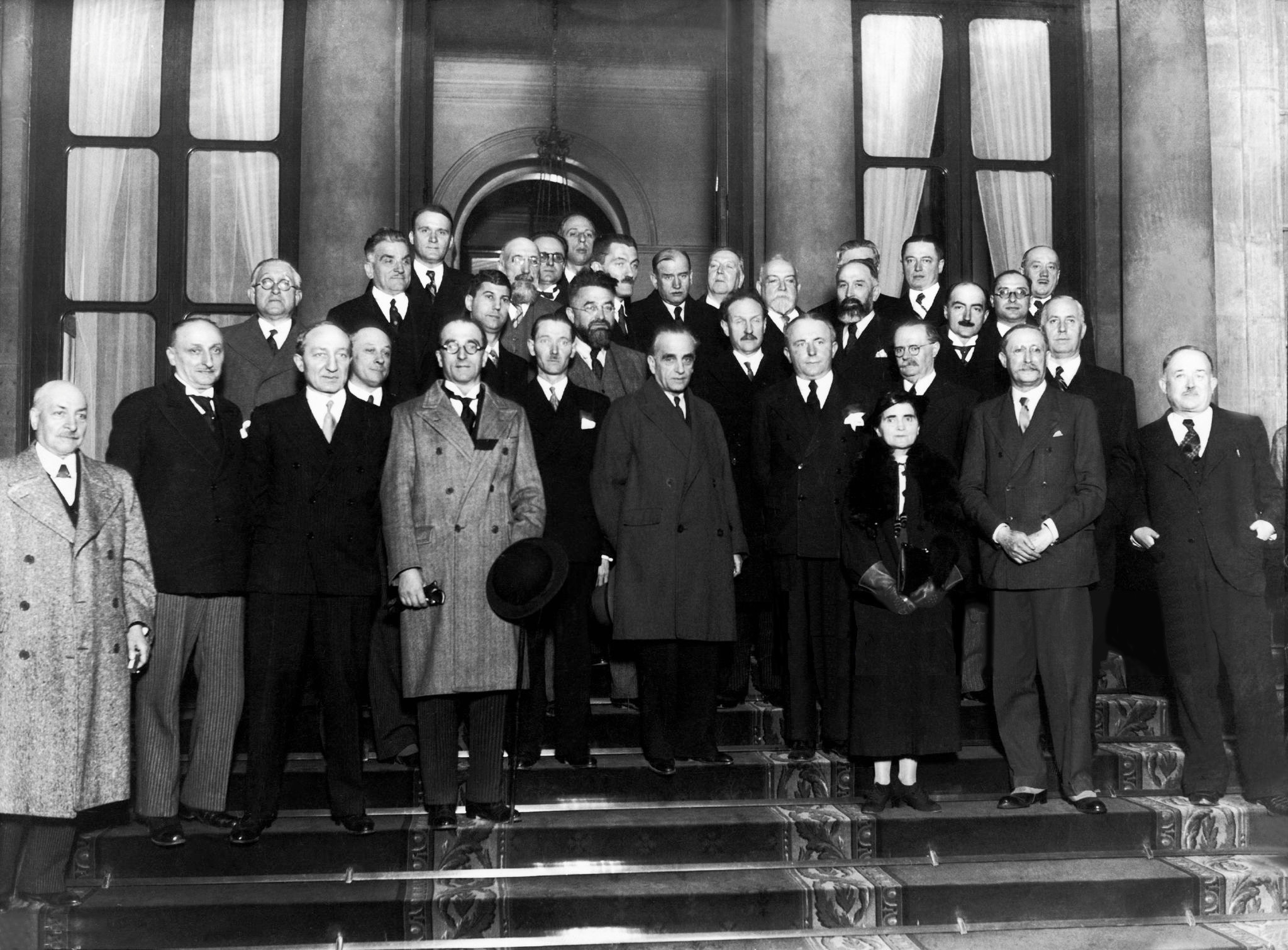
Primo governo Blum - giugno 1936

Fu il dirigente comunista Maurice Thorez che, con alcuni articoli su l'Humanité, chiamò alla formazione di un largo «Fronte popolare» (citando Eugen Fried, rappresentante dell'Internazionale Comunista in Francia), che era stato proposto anche due anni prima dall'ex dirigente comunista e futuro collaborazionista Jacques Doriot; il progetto era stato però allora respinto da Mosca e Doriot era stato espulso dal PC-SFIC. Thorez presentò quindi il suo progetto alcune settimane dopo davanti alla Camera dei deputati. Propose anche di estendere questo Fronte popolare ai radicali, che erano legati a quell'epoca alla destra ed erano il partito più forte alla Camera.
Gli accordi del Fronte popolare permisero la vittoria alle elezioni legislative dell'aprile 1936 e portarono al primo governo a maggioranza socialista della Terza Repubblica. Blum divenne Presidente del Consiglio a partire da giugno. Egli «non si incaricò di alcun'altra responsabilità particolare per dedicarsi interamente alla direzione del governo». Il governo era allora composto solamente da socialisti e da radicali, i comunisti lo sostenevano da esterni. Il 4 giugno è ricordato in Francia anche per l'annuncio inatteso di tre sottosegretari donne, fatto sorprendente visto che a quel tempo non possedevano il diritto di voto. Furono nominate: Cécile Brunschvicg, sottosegretario di Stato all'educazione nazionale, Suzanne Lacore, sottosegretario di Stato alla protezione dell'infanzia e Irène Joliot-Curie, sottosegretario di Stato per la ricerca scientifica.
Le ragioni della vittoria del Fronte popolare sono diverse: crisi economica, ascesa di Adolf Hitler, scandali finanziari, instabilità del governo della legislatura del 1932, vivacità delle leghe di destra, armate e sempre più numerose, disordini del 6 febbraio 1934.
I risultati che davano vincente il Fronte popolare diedero molte speranze al proletariato e si originò uno sciopero generale spontaneo. Il socialista Marceau Pivert esortò Blum ad assumere il potere immediatamente, appoggiandosi su questa mobilizzazione popolare e senza attendere il passaggio di poteri ufficiale. Ma Blum preferì attendere.
Questi scioperi obbligarono comunque gli imprenditori a trattare con i loro dipendenti e i sindacati e a concedere ferie pagate e una riduzione dell'orario di lavoro.

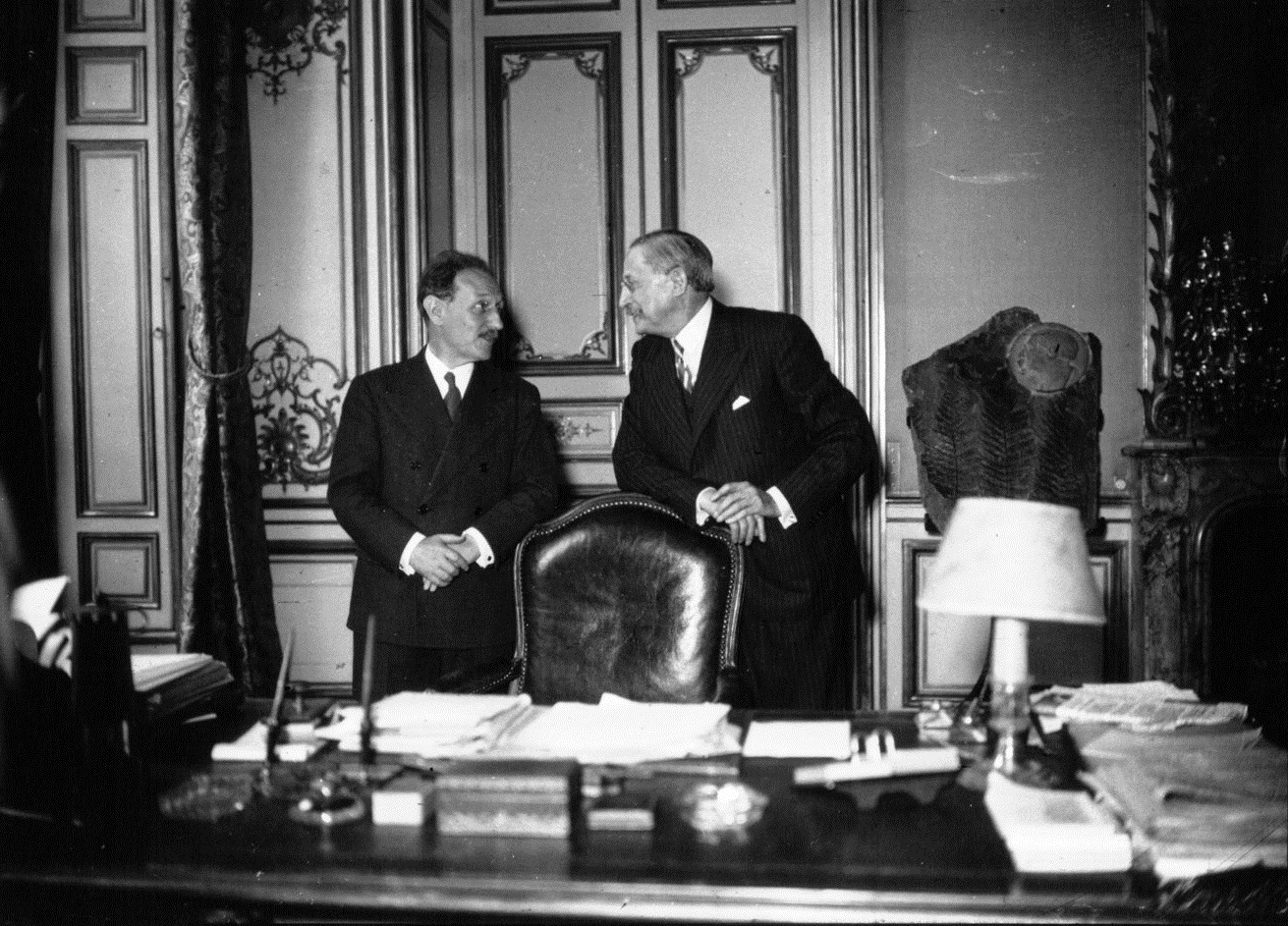
Léon Blum (sulla destra) cede il posto al nuovo Primo Ministro Camille Chautemps presso la sede della presidenza del Consiglio all'Hôtel Matignon a Parigi nel 1937.

In Spagna il governo del Fronte popolare spagnolo doveva affrontare la rivolta franchista: iniziava la guerra civile. Léon Blum era per un intervento diretto, ma fu trattenuto dall'opposizione dei radicali e del Regno Unito, principale alleato della Francia, senza contare l'attivismo dell'estrema destra e di una parte della destra parlamentare; dovette così scegliere, contro l'opinione dei comunisti, il non intervento. Vi fu tuttavia un aiuto clandestino, organizzato da Pierre Cot e Jules Moch. Riguardo agli altri paesi europei, si può inoltre dire che i rapporti con l'Italia furono molto più difficili che con la Germania.
Sul piano interno, il governo Blum riuscì a risolvere la crisi sociale, ma a partire dall'estate 1936 dovette far fronte a numerose difficoltà, tra cui la svalutazione del franco francese a causa della situazione monetaria e la politica finanziaria in generale, che fece passare la destra dall'inquietudine all'opposizione decisa.
Le calunnie dell'estrema destra colpivano tutte le personalità del Fronte popolare. Ebbero in particolare come conseguenza il suicidio del ministro dell'interno Roger Salengro. L'arrivo di Blum al potere scatenò anche un'ondata di antisemitismo di grande portata. Egli fu odiato e ingiuriato come raramente successe nella politica francese, sempre molto agitata. Charles Maurras scrisse nell'Action française del 15 maggio 1936: «È in quanto ebreo che bisogna vedere, concepire, intendere, combattere e abbattere il Blum. Quest'ultimo verbo sembrerà di gusto un po' forte: mi affretto ad aggiungere che occorrerà abbattere fisicamente Blum solo il giorno in cui la sua politica ci avrà portato la guerra empia, che egli sogna, contro i nostri camerati d'armi italiani. Quel giorno, è vero, non bisognerà mancarlo». E Pierre Gaxotte in Candide del 7 aprile 1938: «Egli [Blum] incarna tutto quello che ci fa rivoltare il sangue e ci dà la pelle d'oca. Egli è il male, egli è la morte».
Nella stampa francese si formarono due campi ben distinti: da una parte i sostenitori del Fronte popolare (L'Humanité, Le Populaire, L'Œuvre, Vendredi, Marianne, ecc.), dall'altra parte gli oppositori (L'Action française, L'Écho de Paris, L'Ami du peuple, Le Jour, Candide, Gringoire, Je suis partout, ecc.). Tra queste due posizioni rimasero molto pochi giornali o settimanali a giocare il ruolo dei neutrali. La stampa che appoggiava il Fronte popolare era molto più debole della stampa dell'opposizione; si può dire che entrambe le parti contribuirono alla sconfitta del governo frontista. I resoconti più equilibrati di quel periodo si trovavano nella stampa straniera, specialmente quella anglosassone.
Blum presentò le dimissioni nel giugno 1937 e il suo governo fu sostituito da uno a guida radicale. Nel marzo 1938 formò il suo secondo governo con la partecipazione di Pierre Mendès France come sottosegretario di Stato al Tesoro, ma fu messo in minoranza dopo tre settimane al Senato. La sconfitta definitiva del Fronte popolare si ebbe nell'autunno 1938 con l'arrivo al potere di Édouard Daladier.

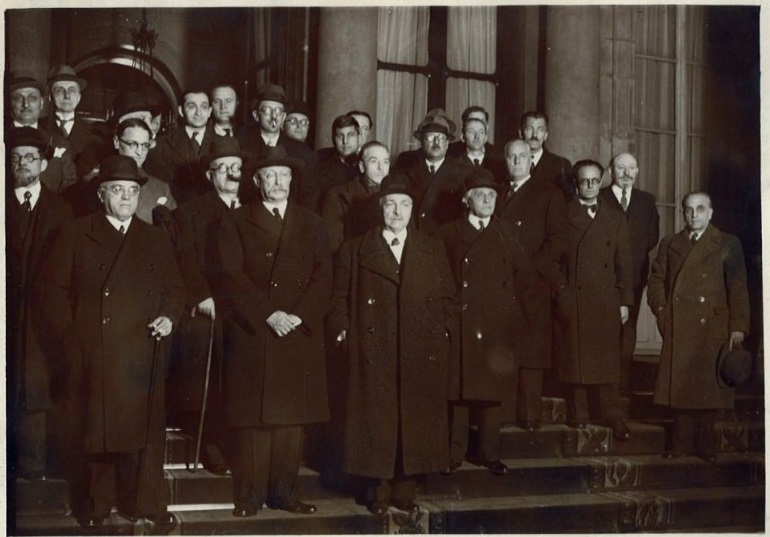
Il secondo governo Blum, marzo 1938.

Il bilancio del Fronte popolare è contrastato, ma questa breve esperienza consentì ad ogni modo l'introduzione di una serie rilevante di progressi in numerosi settori, in particolare nel campo sociale: ad esempio, le ferie pagate (ottenute grazie a scioperi, ma già sostenute da Jean-Baptiste Lebas, futuro ministro del Lavoro), la settimana lavorativa di quaranta ore, l'introduzione della contrattazione collettiva, il prolungamento dell'obbligo scolastico a 14 anni. Anche il rilancio della spesa in armamenti, prioritaria perfino rispetto alle spese sociali, è da ascrivere al governo frontista.

### La seconda guerra mondiale

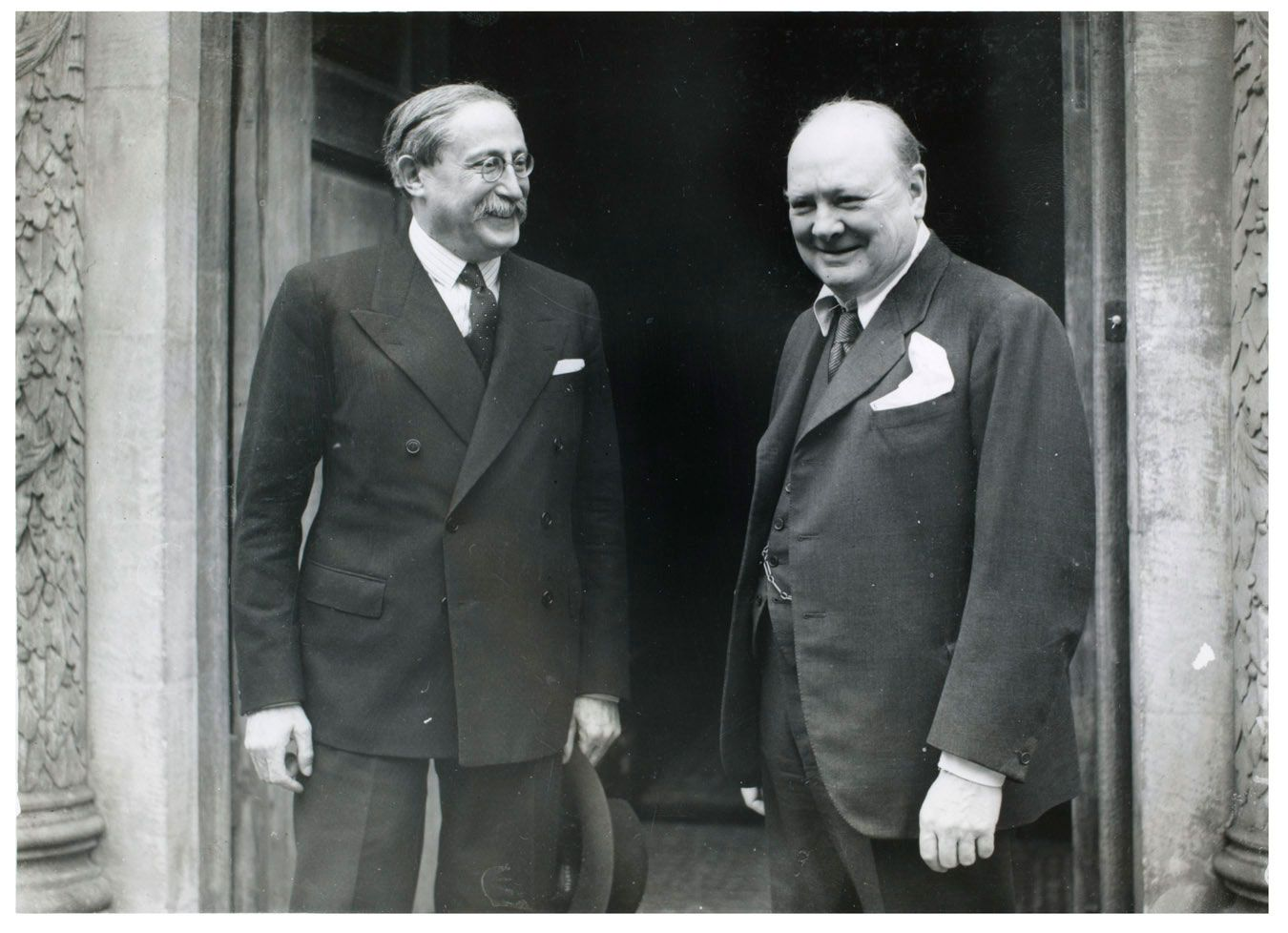
Léon Blum e Winston Churchill nel maggio 1939.

Blum condannò l'atteggiamento dei comunisti di fronte al patto Molotov-Ribbentrop, atteggiamento che provocò l'abbandono di un certo numero di comunisti che confluirono nella SFIO, con il consenso di Léon Blum, ma contro l'opinione di altri socialisti. Léon Blum si mise anche contro una parte dei socialisti a causa delle sue posizioni non pacifiste.
Durante il voto dei pieni poteri al maresciallo Pétain, Blum fece parte degli ottanta parlamentari dell'Assemblea nazionale che votarono contro. A quella data una parte della SFIO si era già rifugiata nel Regno Unito.
La Corte suprema di giustizia fu istituita da Pétain nel luglio 1940 per ricercare i responsabili politici della guerra. Molti uomini politici furono condannati. Blum si indignò. Nonostante l'immunità parlamentare, fu arrestato in casa del suo amico Eugène Montel il 15 settembre 1940, rinchiuso nel castello di Chazeron, poi a Bourassol. I luoghi dove era detenuto divennero mete di ritrovo dei socialisti resistenti, come Jean Pierre-Bloch, Félix Gouin o André Philip. L'ex capo di governo era tenuto debitamente informato sulla situazione e esortava i suoi compagni a resistere. Fu portato davanti al Tribunale di Riom, dove la sua difesa, come quella di Daladier, fu così efficace e così coraggiosa che il processo fu sospeso sine die. Oltre a Blum e Daladier, erano presi di mira i presidenti del Consiglio e i membri del Fronte popolare. Il regime di Vichy rimproverava loro in particolare di essere responsabili della sconfitta, avendo impedito il riarmo della Francia mettendo in campo le riforme socialiste. Blum mostrò vivacemente che il riarmo non era mai stato così intenso che con il Fronte popolare, mentre lo stesso maresciallo Pétain, quando era stato ministro della guerra, aveva ridotto i fondi per l'esercito.
Blum fu trasferito al forte del Portalet, poi consegnato da Pierre Laval ai nazisti e deportato nel marzo 1943 in una piccola casa della guardia forestale a Buchenwald, a poche centinaia di metri dal campo di concentramento. Suo fratello René Blum, fondatore del Balletto dell'Opéra di Monte Carlo, fu ucciso ad Auschwitz.
Durante la sua detenzione si dedicò intensamente alla corrispondenza epistolare e cominciò a scrivere un'opera di riflessioni che terminò nel dicembre 1944 e fu pubblicata dopo la guerra con il titolo À l'échelle humaine ("A misura d'uomo"). In quest'opera, Blum si soffermò tra l'altro sui difficili rapporti tra socialisti e comunisti nell'ambito del Fonte popolare, accusando il Partito Comunista di non essere stato fedele né all'internazionalismo proletario né al popolo francese, in quanto
Blum contestò in particolare l'allineamento dei comunisti alla politica estera sovietica allorché, con la stipulazione del patto Molotov-Ribbentrop nell'agosto 1939, «Stalin aveva deciso che l'interesse della Repubblica dei Soviet era quello di allearsi con Hitler, nemico della Francia. Era quindi inevitabile che, durante la guerra e all'indomani della sconfitta, la sottomissione a Stalin apparisse come un tradimento del Paese. Era inevitabile che l'orrore provocato da questo tradimento si trasferisse più o meno confusamente sul partito socialista, considerato come parente stretto del partito comunista [...]».

### Il dopoguerra
Il 3 aprile 1945 Léon Blum e sua moglie partirono, sotto la scorta delle SS, essendo parte di un'élite di ostaggi delle SS in Alto Adige. Dopo un mese di peregrinazioni si ritrovarono in un albergo del Tirolo italiano, presso il lago di Braies, dove, il 4 maggio, videro i primi soldati americani.
Alla fine della guerra riprese a scrivere i suoi quotidiani articoli nel giornale Le Populaire.
Fu a capo della delegazione francese, poi presidente della conferenza costitutiva dell'UNESCO, dopo aver negoziato l'annullamento del debito di guerra della Francia presso gli Stati Uniti: gli accordi Blum-Byrnes del maggio 1946 autorizzarono anche la diffusione dei film americani nelle sale cinematografiche francesi, introducendo una componente dell'American way of life nella cultura di massa francese.
Dal dicembre 1946 al gennaio 1947 Léon Blum diresse l'ultimo governo provvisorio della Repubblica francese prima dell'inizio della Quarta Repubblica.
Si ritirò quindi a Jouy-en-Josas, vicino Versailles, dove morì nella sua casa il 30 marzo 1950 di infarto, all'età di 77 anni. Rimase direttore politico del Populaire fino alla fine, denunciando soprattutto il pericolo che il movimento di de Gaulle (il Rassemblement du peuple français) costituiva per il regime parlamentare.

## Opere di Léon Blum
- Nouvelles conversations de Goethe avec Eckerman, 1901.
- Du mariage, 1907 (trad. it. Del matrimonio)
- Stendhal et le beylisme, 1914.
- Souvenirs sur l'Affaire, 1935.
- La réforme gouvernementale, 1936.
- Pour être socialiste (trad. it. Per essere socialista)
- À l'échelle humaine, 1945.
- L'histoire jugera, 1945.

## Citazioni
- « Si è socialisti a partire dal momento in cui si smette di dire: "Bah ! È l'ordine delle cose; è sempre stato così e noi non cambieremo nulla. » (1919)
- « Noi siamo convinti, fino in fondo di noi stessi, che, mentre voi andrete a fare la vostra avventura, ci sia bisogno che qualcuno resti a curare la vecchia casa », al Congresso di Tours, il 27 dicembre 1920.
- «Un grande futuro si apre davanti alla democrazia francese. Esorto, come capo del governo, ad impegnarsi con quella forza tranquilla che è la garanzia di nuove vittorie.», discorso radiofonico del 1936

La "forza tranquilla" di Blum fu ripresa agli inizi degli anni 80 da Jacques Séguélà come slogan della campagna elettorale di François Mitterrand per le elezioni presidenziali del 1981.
- « Non sono uscito spesso dai miei uffici governativi durante il mio ministero; ma ogni volta che ne sono uscito, che ho attraversato la grande periferia parigina e che ho visto le strade percorse da teorie di carrette, di moto, di tandem con delle coppiette di operai vestiti di maglioni assortiti […], avevo la sensazione di avere, malgrado tutto, apportato una miglioria, una schiarita in vite difficili, oscure. Non li si aveva solo tirati via dalla taverna; non si era soltanto data loro una maggior facilità nella vita di famiglia ma si era aperta loro una prospettiva di futuro, si aveva fatta nascere in loro una speranza. », al processo di Riom (1942).

### Biografie
- Didier Bazy, Je suis...Léon Blum, préface de Antoine Malamoud, Collection "Je suis", edizioni Jacques André, Lione, 2013.
- Jean Lacouture, Léon Blum, ed. du Seuil, 1977, ried. « Points », 1979.
- Ilan Greilsammer, Blum, Flammarion, 1996.
- Serge Berstein, Léon Blum, Parigi, Fayard, 2006.
- Philippe Bauchard, Léon Blum, Le pouvoir pour quoi faire, Parigi, Librairie Arthaud, 1976.
- Joël Colton, Léon Blum, Parigi, Edition Arthème Fayard, Collezione Marabout université, 1967.
- André Donneur, « Léon Blum et les leaders austromarxistes de l'internationale » in Liliane PERREIN (ed.), Léon Blum, socialiste Européen, Bruxelles, Editions Complexe, 1995.

### La politica di Léon Blum
- Jean-Michel Gaillard, Les 40 jours de Blum, ed. Perrin, 2001.
- Jules Moch, Rencontres avec Léon Blum, ed. Plon, 1970; Le Front populaire, grande espérance, ed. Perrin, 1971.
- Pierre Renouvin e René Rémond (dir.), Léon Blum, chef de gouvernement. 1936-1937. Actes du colloque, ed. Armand Colin, 1967.
- Danielle Tartakowsky, Le Front populaire: la vie est à nous, ed. Gallimard, 1996.
- Michel Winock (dir.), Les Années trente. De la crise à la guerre, ed. du Seuil, « Points », 1990.
- Gilbert Ziebura, Léon Blum et le Parti socialiste, Presses de la Fondation nationale des sciences politiques, 1967.

### Il Fronte popolare
- Louis Bodin, Jean Touchard, Front Populaire, 1936, Parigi, Librairie Armand Colin, 1972.
- Jean-Paul Brunet, Histoire du Front populaire (1934-1938), Parigi, Presses Universitaires de France, 1991.
- Jean-Pierre Rioux, Révolutionnaires du Front populaire, Parigi, Union générale d'Éditions, 10-18, 1973.
- Serge Wolikow, Le Front populaire en France, Bruxelles, Éditions Complexe, 1996.

### Altri
- Pierre Birnbaum, Un mythe politique: « La République juive » de Léon Blum à Pierre Mendès France, Parigi, Fayard, 1988.